# Leo Tabosa

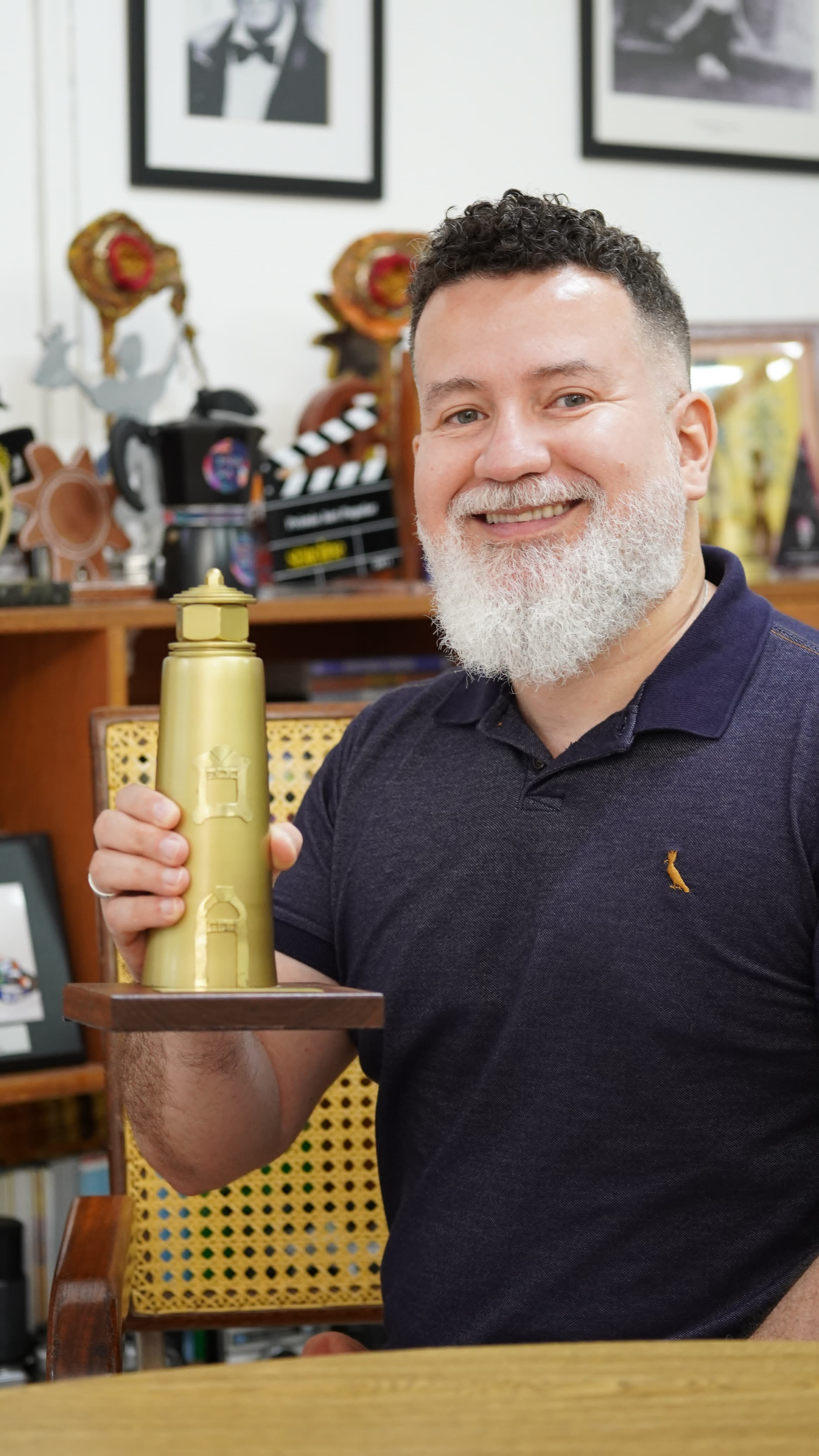
Leo Tabosa

Leo Tabosa (Caruaru, Pernambuco), é um cineasta, roteirista e jornalista brasileiro. Escreveu e dirigiu curta-metragens exibidos em dezenas de festivais de cinema de todo o mundo, dentre eles Festival de Gramado, Cine Ceará, Festival de Brasília e outros.
Em 2020, foi citado como parte dos Top 10 Novos Cineastas Brasileiros em uma lista feita pelo portal Papo de Cinema através de uma votação entre diversos críticos do país.

## Biografia
É diretor executivo na Pontilhado Cinematográfico e produtor cultural na Universidade Católica de Pernambuco. Desde 2010 atua como diretor de curta-metragens exibidos e premiados em diversos festivais de cinema do mundo. Além disso, é diretor artístico do Cine Jardim – Festival Latino-Americano de Cinema de Belo Jardim, que ocorre no interior de Pernambuco desde 2015. E da Mostra Curta Vazantes: Cinema em Comunidade, realizada na comunidade de Vazantes, distrito de Aracoiaba, Ceará.   Formado em História [Licenciatura] e Comunicação Social, com habilitação em Jornalismo [Universidade Católica de Pernambuco - Unicap]. É Especialista em História Regional do Brasil: Nordeste [Unicap] e Mestre em Comunicação pelo Programa de Pós-graduação em Indústrias Criativas da Unicap. É membro da Academia Brasileira de Cinema e Artes Audiovisuais. 

## Filmografia
| Ano  | Título                            | Formato        | Elenco                                                                                        |
| ---- | --------------------------------- | -------------- | --------------------------------------------------------------------------------------------- |
| 2010 | Retratos                          | curta-metragem | Elayne Fênix, Gisele Lopes, Lu Nascimento, Manoela Duarte, Nathália Silva e Orama Oliveira.   |
| 2011 | Apenas Um                         | curta-metragem | Gabriel Lyber e Victor Saints.                                                                |
| 2013 | Zentai                            | curta-metragem | Luciano Torres e Surama Reis.                                                                 |
| 2013 | Tubarão                           | curta-metragem | Dale e Carlos Gladson.                                                                        |
| 2016 | As Aventuras Do Menino Pontilhado | curta-metragem | Gugga Siqueira, Cira Ramos, Renata Phaelante, Alexandre Sampaio, Bruna Cortez e Tiago Gondim. |
| 2017 | Baunilha                          | curta-metragem | Brenno Furrier e Vinícius Barros.                                                             |
| 2018 | Nova Iorque                       | curta-metragem | Hermila Guedes, Marcélia Cartaxo e Juan Calado                                                |
| 2019 | Marie                             | curta-metragem | Wallie Ruy, Divina Valéria e Rômulo Braga                                                     |
| 2023 | Alto do Céu                       | curta-metragem | Geraldine Maranhão e Dell Souza                                                               |
| 2023 | Dinho                             | curta-metragem | Hermila Guedes, Juan Calado, Renata Carvalho                                                  |
| 2024 | Cavalo Marinho                    | curta-metragem | Divina Valéria, Tuca Andrada e Soia Lira                                                      |
| 2025 | Gravidade                         | longa-metragem | Hermila Guedes, Clarisse Abujamra, Marcélia Cartaxo, Danny Barbosa, Helena Ignez              |

## Premiações
DINHO - Melhor Direção no 33º Cine Ceará – Festival Ibero-Americano de Cinema [Fortaleza - CE]; Melhor Filme pelo Júri Popular no 15º Lobo Fest – Festival Internacional de Filmes [Brasília | DF]; Melhor Filme no 9º Cine.Ema – Festival Nacional de Cinema Ambiental [Burarama, Cachoeiro de Itapemirim | ES].
ALTO DO CÉU - Melhor Atriz [Geraldine Maranhão] no 23º CINE PE – Festival Audiovisual [Recife | PE].
MARIE  - Destaque Bloco de Som | Destaque Acessibilidade no  II Festival Recanto do Cinema – Audiovisual na Periferia [Brasília | DF]; Melhor Fotografia| Melhor Ator [Rômulo Braga] no 13º Curta Canoa – Festival Latino Americano de Cinema de Canoa Quebrada [Canoa Quebrada | CE]; Melhor Filme | Melhor Atuação [Divina Valéria] no V DIGO – Festival Internacional da Diversidade Sexual e de Gênero de Goiás [Goiânia | GO]; Melhor Ator [Rômulo Braga] | Direção de Arte no 3º Festival Santa Cruz de Cinema [Santa Cruz | RS]; Melhor Filme |Direção | Fotografia |Atriz [Wallie Ruy] | Ator [Rômulo Braga] no 3º FestCine Pedra Azul – Festival internacional de Cinema [Domingos Martins | ES]; Melhor Filme | Direção | Roteiro | Interpretação [Wallie Ruy] | Interpretação Coadjuvante [Divina Valéria] no 4º Curta Suzano [Campinas | SP]; Prêmio Coelho de Prata: Interpretação [Wallie Ruy] | Menção Honrosa [Divina Valéria] no 27º Festival Mix Brasil de Cultura da Diversidade [São Paulo | SP]; Direção de Arte no III CINEFESTIVAL – Festival de Cinema Vale do Jaguaribe [Russas | CE]; Prêmio: Cinemateca Pernambucana no I Festival Nacional de Curtas Online do Cinema da Fundação – FestCurtas Fundaj [Recife | PE]; Melhor Filme | Fotografia |Direção | Prêmio Especial Quelly da Silva [Divina Valéria] no MoDive-Se – Mostra da Diversidade Sexual de Campinas [Campinas | SP]; Melhor Fotografia no 8º Festival Internacional de Curta Metragem de Brasília [Brasília | DF]; Melhor Filme | Roteiro no 21º FestCine – Festival de Curtas de Pernambuco [Recife | PE]; Melhor Filme | Fotografia | Figurino | Atriz [Wallie Ruy] no 14º Encontro Nacional de Cinema e Vídeo dos Sertões [Floriano | PI]; Melhor Roteiro no 13º For Rainbow – Festival de Cinema e Cultura da Diversidade Sexual e de Gênero [Fortaleza | CE]; Destaque LGBT: Troféu “Borboleta de Ouro” para atriz Wallie Ruy | Prêmio Favoritos do Público no 30º Festival Internacional de Curtas-Metragens de São Paulo [São Paulo | SP]; Melhor Filme pelo Júri Oficial - Troféu Mucuripe | Prêmio Mistika - R$ 14.000, em serviços no 29º Cine Ceará – Festival Ibero-Americano de Cinema [Fortaleza| CE]; Melhor Filme pelo Júri da Crítica – Abranccine | Ator [Rômulo Braga] | Prêmio Especial do Júri para as atrizes Divina Valéria e Wallie Ruy |Prêmio Canal Brasil de Curtas de Melhor Filme no 47º Festival de Cinema de Gramado [Gramado | RS ]. 
NOVA IORQUE - Melhor Ator Mirim [Juan Calado]; Melhor Filme Júri Popular; Melhor Filme Nacional; Melhor Atriz [Hermila Guedes] no CURTA CANEDINHO 2021 – Festival de Cinema Infantojuvenil de Senador Canedo [Senador Canedo | GO]; Melhor Ator [Juan Calado] no 17º CINE AMAZÔNIA - Festival de Cinema Ambiental 2020 [Manaus | AM]; Melhor Filme Brasileiro | Melhor Filme Voto Popular | Melhor Direção no Festival Internacional de Cinema de Itabaiana [Itabaiana | SE]; Melhor Filme | Direção | Fotografia no II Festival Santa Cruz de Cinema [Santa Cruz | RS]; Melhor Filme pelo Júri da Crítica – Abranccine |Melhor Filme pelo Júri Oficial - Troféu Mucuripe |Prêmio Mistika - R$ 14.000, em serviços |Prêmio Cia Rio - R$ 27.000,00 em locação de equipamentos de iluminação, acessórios e maquinaria da empresa NAYMAR  no 28º Cine Ceará – Festival Ibero-Americano de Cinema [Fortaleza | CE ]; Melhor Filme pelo Júri Oficial do Festival | Direção pelo Júri Oficial do Festival no 1º FestCine Pedra Azul – Festival Internacional de Cinema [Domingos Martins | ES]; Atriz Coadjuvante pelo Júri Oficial [Atriz Marcélia Cartaxo] no 41º Guarnicê – Festival de Cinema [São Luís | MA]; Fotografia |Prêmio Canal Brasil de Curtas de Melhor Filme  no 46º Festival de Cinema de Gramado [Gramado | RS]; Melhor Filme | Direção | Roteiro no III Festfilmes – Festival do Audiovisual Luso Afro Brasileiro [Fortaleza | CE]; Melhor Filme | Melhor Produção | Atriz [Marcélia Cartaxo] |Prêmio VerOuvindo de Acessibilidade no 20º FestCine - Festival de Curtas de Pernambuco [Recife | PE]; Melhor Fotografia no 20º Festival Kinoarte de Cinema [Londrina | PR]; Melhor Direção [Mostra Brasil]  | Ator [Juan Calado] | Melhor Som no 12º Curta Taquary – Festival Internacional de Curta-Metragem [Taquaritinga do Norte | PE]; Melhor Filme | Atriz [Hermila Guedes] | Roteiro no Festival de Cinema Curta Caico [Caico | RN]; Melhor Curta Pernambucano | Ator [Juan Calado] Atriz [Marcélia Cartaxo]  no 12º Festival de Cinema de Triunfo [Triunfo | PE].

## Publicações
MANDACARU SELVAGEM. Manaus: Muiraquitã, 2010. V PRÊMIO ALDEMAR BONATES - Obra Vencedora: Mandacaru Selvagem, Prêmios Literários Cidade de Manaus.
AS AVENTURAS DO MENINO PONTILHADO. Incentivado pelo FUNCULTURA INDEPENDETE 2012. [Publicado de forma independente pela FASA Editora em 2012].

AUTO DE NATAL DE BARRO: O MENINO E O TAMBOR. Incentivado pelo FUNCULTURA INDEPENDETE 2014|2015. [Publicado de forma independente pela FASA Editora em 2015].